# Guillermo Cotugno
 (août 2025).
Guillermo Cotugno est un footballeur uruguayen, né le 17 mars 1995 à Montevideo. Il évolue au poste de défenseur au Rubin Kazan.

## Biographie
Avec la sélection uruguayenne, il se classe troisième du championnat des moins de 20 ans de la CONMEBOL en 2015. Il participe dans la foulée à la Coupe du monde des moins de 20 ans 2015 organisée en Nouvelle-Zélande. Lors du mondial, il joue quatre matchs et atteint le stade des huitièmes de finale.

## Carrière
- 2014-201. : Danubio FC
  - 2015-201. : Rubin Kazan[2]

## Palmarès
- Champion d'Uruguay en 2014 avec le Danubio FC